# GNU Savannah
GNU Savannah – projekt Free Software Foundation, który dostarcza oprogramowania zarządzania wersjami dla projektów wolnego oprogramowania. Nazwa jest żartobliwym nawiązaniem do sawanny, miejsca występowania antylopy Gnu.
Obecnie Savannah oferuje system CVS, listę dyskusyjną, serwowanie stron WWW, usługę dostępu do plików oraz system śledzenia błędów. Savannah działa w oparciu o Savane, które bazuje na tym samym oprogramowaniu co oprogramowanie używane przez VA Software na portalu SourceForge.
Domena Savannah jest podzielona na dwie domeny: savannah.gnu.org oraz savannah.nongnu.org. Wskazują one na tę samą stronę WWW, ale savannah.gnu.org odnosi się do projektów GNU, natomiast savannah.nongnu.org do projektów na wolnych licencjach, ale nie należących do GNU.
W porównaniu do SourceForge Savannah ma bardziej restrykcyjną politykę akceptowania projektów, pozwalającą na akceptowanie jedynie w pełni wolnych projektów. Siostrzanym projektem dla Savannah jest powstały w wyniku konfliktu między amerykańskim a francuskim oddziałem FSF serwis Gna!